# شعب البوكومو
شعب بوكومو هم مجموعة عرقية من البانتو تعيش في جنوب شرق كينيا. بلغ عدد سكانهم في كينيا 112075 نسمة في عام 2019. وهم مجموعة عرقية مميزة مع عشائرها/قبائلها الفرعية الخاصة. وعلى الرغم من موقعهم، إلا أنهم ليسوا من شعب ميجيكيندا القريب لهم جغرافيًّا. وهم في الغالب من المزارعين والصيادين في المياه العذبة والمحيطية الذين يعيشون على طول نهر تانا في مقاطعة نهر تانا [الإنجليزية]. ويتحدثون البوكومية، وهي مشابهة للغة السواحيلية.
ينقسم سكان بوكومو إلى مجموعتين: بوكومو العليا، التي تشكل 75٪ من السكان، وبوكومو السفلى. يتألف شعب بوكومو العلوي في الغالب من المسلمين، وكانوا كذلك منذ نهاية القرن التاسع عشر على الأقل. يعيش شعب البوكومو السفلي على طول الجزء السفلي من نهر تانا حتى الدلتا، وهم في الغالب مسيحيون، وقد اعتنقوا هذا الدين في أوائل القرن العشرين؛ وهم أقل من 25% من البوكومة. يشير علم الإثنولوج إلى أن المجموعة مسلمة في أغلبها. يعيش شعب البوكومو حالة من الفقر وانعدام البيئة التحتية ويحصل المسيحيون منهم على مساعدات تعليمية واقتصادية ضمن جهود التبشير البابوية.

## ملحوظات
1. ↑  "2019 Kenya Population and Housing Census Volume IV: Distribution of Population by Socio-Economic Characteristics". Kenya National Bureau of Statistics. مؤرشف من الأصل في 2025-05-05. اطلع عليه بتاريخ 24 March 2020.
2. ↑  "Kipfokomo: A language of Kenya". مؤرشف من الأصل في 2023-03-09. اطلع عليه بتاريخ 2013-04-18.
3. ↑  Ndzovu، Hassan Juma (20 مارس 2024)، "Islam in Kenya"، Oxford Research Encyclopedia of African History، Oxford University Press، DOI:10.1093/acrefore/9780190277734.013.1271، ISBN:978-0-19-027773-4، اطلع عليه بتاريخ 2024-05-09
4. ↑  "People of Kenya: Pokomo". مؤرشف من الأصل في 2024-06-25. اطلع عليه بتاريخ 2013-04-18.
5. ↑  "Kipfokomo: A language of Kenya". مؤرشف من الأصل في 2023-03-09. اطلع عليه بتاريخ 2013-04-18.

## روابط خارجية
- أعمال محو الأمية والترجمة بين شعب بوكومو السفلي
- معلومات إثنولوجية ومراجع عن بوكومو
- ملف تعريفي بالأشخاص في البلد